# Katholische Grundschule Drei Könige
Die Katholische Grundschule Drei Könige (KGS) ist eine städtische Grundschule im Ortsteil Garbeck der nordrhein-westfälischen Stadt Balve. Sie ist die einzige Grundschule in Garbeck und die einzige Konfessionsschule der Stadt Balve.

## Schulbetrieb
Die Katholische Grundschule Drei Könige ist eine einzügige konfessionelle Grundschule für die erste bis vierte Jahrgangsstufe und wird getragen von der Stadt Balve. Die Schule bietet Förderunterricht, Sozialarbeit, Sucht- und Gesundheitsprävention sowie eine Ganztagsbetreuung. Daneben besteht ein Schulorchester in Kooperation mit dem Musikverein Amicitia Garbeck. Hierzu stehen in zwei Gebäuden Fach- und Förderräume, ein Computer-, ein Englisch-, ein Musik-, ein Leseraum sowie eine Aula, Spielplatz und die Betreuungseinrichtung Zauberkiste zur Verfügung. Unterstützt wird der Schulbetrieb durch zwei Sonderschullehrerinnen im gemeinsamen Lernen, einer Schulsozialarbeiterin und einer Integrationskraft sowie von einem Förderverein und dem Verein zur Betreuung von Kindern der kath. Grundschule Drei-Könige-Garbeck der Stadt Balve e.V.
Im Schuljahr 2019/20 besuchten 106 Schülerinnen und Schüler die Schule und wurden dabei von 10 Lehrkräften unterrichtet.

## Geschichte
Mindestens seit 1740 waren die Kinder in Garbeck schon in einem Hirtenhaus unterrichtet worden, bis sich die Bürger im Jahr 1746 in der Karrenstraße 3 ein eigenes Schulgebäude mit einer Klasse für alle Schüler errichteten. Der erste in Garbeck bekannte Schulmeister war Caspar Theodor Springob, der es als Orchesterleiter in der Region zu einiger Berühmtheit brachte und 1794 starb.
Im Jahre 1864 wurde ein neues Schulgebäude auf dem Kirchplatz erbaut. Es verfügte nun über je eine getrennte Mädchen- und Jungenklasse sowie eine Lehrerwohnung unter dem Dach. 1889 wurde dieses Gebäude nochmal mit einer zweiten Lehrerwohnung aufgestockt. Zwischen 1929 und 1930 erfolgte der Neubau eines größeren Schulgebäudes am heutigen Standort in der Schulstraße. Die neue Schule verfügte jetzt über vier Klassenräume auf zwei Stockwerken und in einem Anbau über drei Lehrer- und Hausmeisterwohnungen. Von 1964 bis 1965 erfolgte ein Anbau zur Erweiterung auf eine zweizügige Schule mit weiteren vier Klassenräumen, einem Mehrzweckraum, verschiedenen Verwaltungsräumen sowie einem Pausendach.
Aufgrund des Rückgangs der Einschulungen erfolgte der Schulbetrieb nach der Jahrtausendwende wieder nur noch einzügig. Im Jahr 2015 wurde die Grundschule Garbeck Schwerpunktschule für hörbeeinträchtigte Kinder. Hierzu wurden spezielle Akustikdecken in die Klassenräume eingebaut. Nachdem die Zahl der Erstklässler zeitweise mit 16 nur noch knapp über der vom Land vorgegebenen Mindestgröße von 15 Schülern lag, stiegen die Klassengrößen aber wieder auf 26 für das Schuljahr 2019/2020. Zu diesem Zeitpunkt zeichnete sich bereits ab, dass die Grundschule in naher Zukunft wieder zweizügig werden würde. Zum ersten Mal seit vielen Jahren ist der 2021 eingeschulte Jahrgang wieder zweizügig.

## Projekte und Auszeichnungen
- 2019 wurde die KGS als Fair-Trade-Schule ausgezeichnet.[9]
- Seit 2015 beteiligt sich die KGS am Projekt Allee der Nachhaltigkeit – Eine Straße in die Zukunft im Rahmen des Programms Schule der Zukunft des Umweltministerium und des Schulministeriums des Landes Nordrhein-Westfalen.[10] Hierüber berichtete der WDR in seiner Lokalzeit.[11]
- Seit 2014 ist die KGS zertifizierte Klasse-2000-Schule. Ein Förderprogramm zur Sucht- und Gesundheitsprävention des Vereins Programm Klasse 2000 e. V.[12]

## Historische Spuren

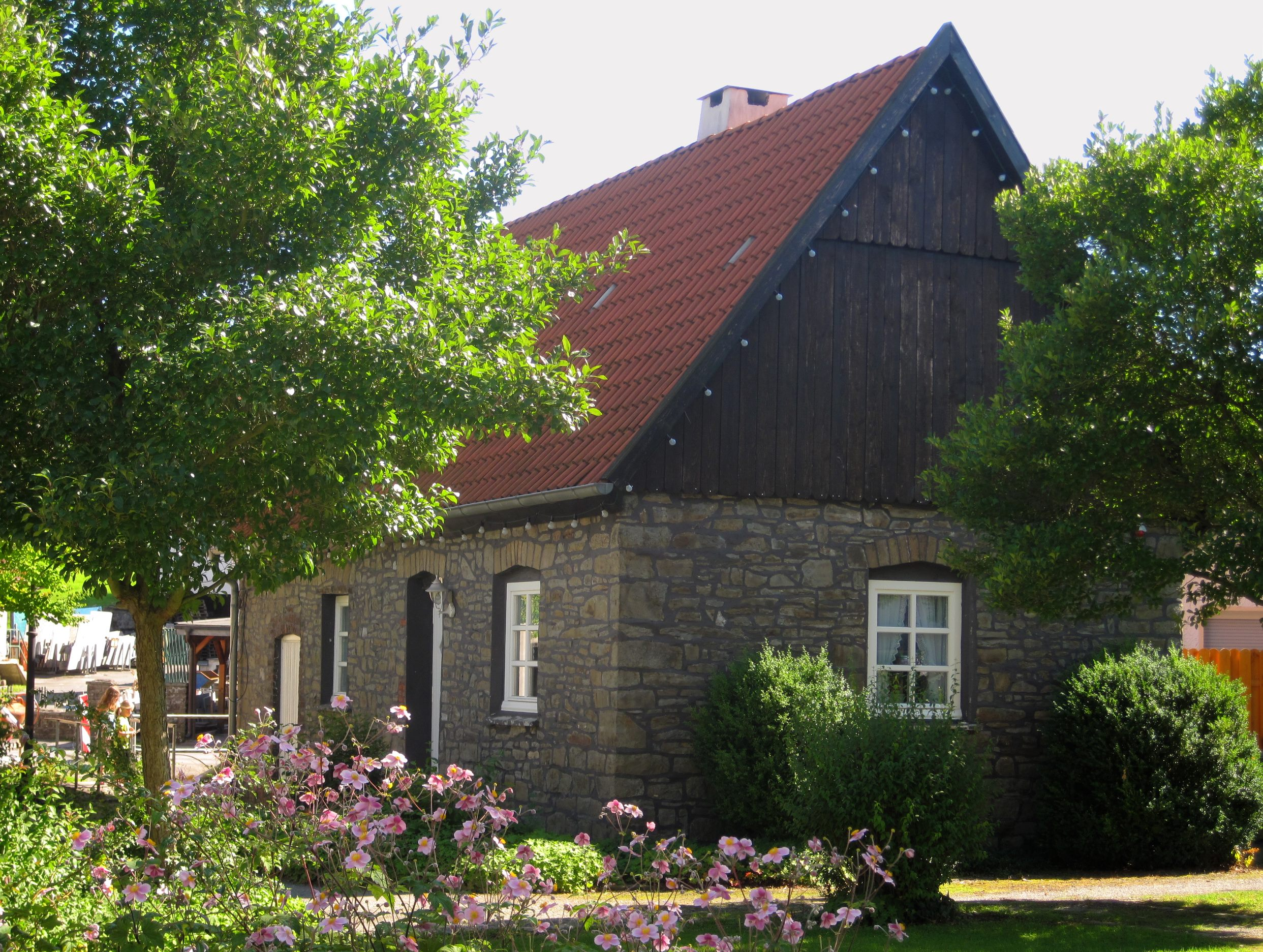
Ehemaliges Schulgebäude von 1746

- Das 1746 erbaute Schulgebäude in der Karrenstraße 3, eine typische Einraumschule aus der Zeit, wird heute als Vereinsheim des Turnvereins Sauerlandia Garbeck 1900 e.V. genutzt und steht seit 1984 unter Denkmalschutz.
- Das 1864 auf dem Kirchplatz errichtet Schulgebäude wurde Mitte der 1960er Jahre abgerissen. Wo es stand, ist heute der Parkplatz für die kath. Kirche.[4]
- Der Neubau aus dem Jahr 1930 in der Schulstraße 3 wurde im typischen Stil einer späten Reformarchitektur der Zeit erbaut. Heute ist er modernisiert und ist auf dem Luftbild im vorderen Teil zu sehen. In diesem Gebäude befindet sich aktuell auch die Kindertagesstätte Kinder-reich.
- Der 1964 errichtete Anbau ist auf dem Luftbild im hinteren Teil zu sehen. Hierbei wurden einige Grundprinzipien des zu der Zeit modernen Schulbautyps einer Pavillonschule umgesetzt.

## Trivia
- In dem 2014 im Emons Verlag erschienenen Roman Das vermisste Mädchen von Bettina Lausen wird die Grundschule Garbeck thematisiert.[13]
- Der Schulmeister Caspar Theodor Springob leitete in Garbeck um 1790 ein kleines Orchester, welches in der Region auf Veranstaltungen spielte, aus dem der Musikverein Amicitia 1796 Garbeck e.V. hervorging. Sie gilt als die älteste Dorfmusik in Deutschland.[5]
- Der Name der Schule geht auf den Reliquienschrein mit den Heiligen Drei Königen zurück, der 1794 kurz vor dem Einmarsch der Franzosen in Köln nach Wedinghausen in Sicherheit gebracht wurde und dabei in Balve Station machte.[14]